# Sadir Japarov
Sadir Nurgojoevich Japarov, conegut com a Sadir Japarov o Sadir Zhaparov (en kirguís: Садыр Нургожоевич Жапаров; Keng-Suu, rayon de Tüp, oblast d'Issyk-Kul, República Socialista Soviètica del Kirguizstan, 6 de desembre de 1968) és un polític kirguís, primer ministre del país entre el 2020 i 2021, i president des del gener del 2021.
Japárov va exercir com a primer ministre del Kirguizstan des del 6 d'octubre fins al 14 de novembre de 2020, després de la renúncia de Kubatbek Boronov. Des del 15 d'octubre fins al 14 de novembre de 2020 va exercir a més com a president interí del Kirguizstan, després de la renúncia de Sooronbay Jeenbekov. Després de guanyar les eleccions del 10 de gener del 2021, es convertí en el president del Kirguistan.